# Alexander Gardner

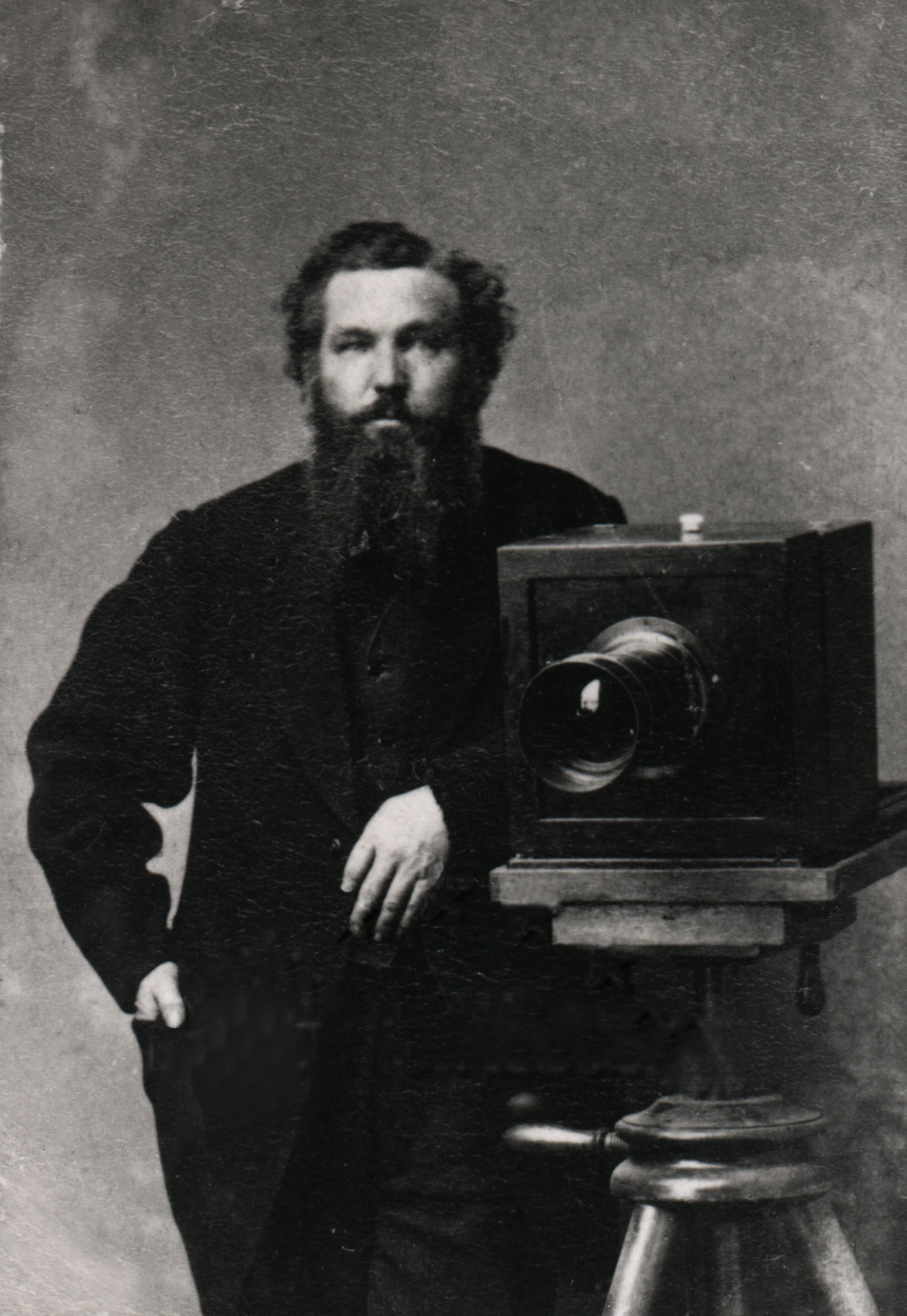
Alexander Gardner

Alexander Gardner (Paisley, 17 de octubre de 1821-Washington D. C., 10 de diciembre de 1882) fue un fotógrafo británico y estadounidense. Es especialmente conocido por sus fotos de la Guerra de Secesión, del Presidente Abraham Lincoln y de la ejecución de los condenados por la conspiración que terminó en el asesinato de este.

## Biografía
Gardner nació en Escocia. A los 14 años se convirtió en aprendiz de joyero especializado en el oro y la plata. Educado en el calvinismo e influido por la obra de Robert Owen, socialista galés y padre del movimiento cooperativista, se interesó durante su madurez en la creación de una cooperativa en los Estados Unidos que incorporaría valores socialistas. En 1850, Gardner y otros compraron tierras cerca de Monona, en Iowa, para llevar a cabo su proyecto, pero Gardner nunca vivió allí, eligiendo regresar a Escocia para conseguir más dinero. En 1851 se convirtió en el propietario y editor del periódico Glasgow Sentinel, año en que, al visitar la Gran Exposición en Hyde Park, vio la obra fotográfica del estadounidense Mathew Brady y comenzó así a interesarse por el tema.
Gardner y su familia se trasladaron a Estados Unidos en 1856. Como la mayor parte de sus amigos y familiares que habían participado en la cooperativa que había ayudado a formar ya habían muerto, se asentaron en Nueva York. Conoció a Brady y empezó a trabajar para él, en principio como gerente de su galería en Washington D. C.
Abraham Lincoln fue nombrado presidente de Estados Unidos tras las Elecciones presidenciales de Estados Unidos de 1860 y con ello el país se vio abocado a la guerra. Gardner, que estaba en Washington, estaba bien situado para el acontecimiento, y su popularidad se incrementó como fotógrafo de retratos, capturando los semblantes de los soldados que se dirigían hacia el frente.
Brady había tenido la idea de fotografiar la Guerra Civil. La relación de Gardner con Allan Pinkerton (jefe de una operación de inteligencia que terminaría por generar el Servicio Secreto de los Estados Unidos) fue la clave para comunicar las ideas de Brady a Lincoln. Pinkerton recomendó a Gardner para el puesto de fotógrafo jefe bajo la jurisdicción de los Ingenieros topográficos de los Estados Unidos. Tras pasar brevemente por esa función, Gardner se convirtió en fotógrafo del grupo del General George B. McClellan, comandante del Ejército del Potomac. En ese momento, terminó el trabajo de gestor que hacía Gardner de la galería de Brady. El rango honorífico de capitán se le ofreció a Gardner, y fotografió la Batalla de Antietam en septiembre de 1862, revelando las fotos en su cámara oscura portátil.
Gardner trabajó para Brady de 1856 a 1862. De acuerdo con una reseña del New York Times, Gardner habría visto con frecuencia cómo su trabajo se le atribuía a Brady, y a pesar de su considerable obra, los historiadores han tendido a darle un reconocimiento escaso por su documentación de la Guerra Civil. Lincoln destituyó a McClellan del mando del ejército del Potomac en noviembre de 1862, y el trabajo de Gardner como fotógrafo jefe del ejército terminó también. En esa época, Gardner terminó su relación laboral con Brady, probabblemente en parte debido a la práctica de Brady de atribuirse la obra de sus empleados con el membrete de "Photographed by Brady". Ese invierno, Gardner siguió al General Ambrose Burnside, fotografiando la Batalla de Fredericksburg. A continuación, siguió al General Joseph Hooker. En mayo de 1863, Gardner y su hermano James abrieron su propio estudio en Washington, D.C, contratando a buena parte del antiguo equipo de Brady. Gardner fotografió la Batalla de Gettysburg (julio de 1863) y el Asedio de Petersburg (junio de 1864–abril de 1865) durante esa época.
En 1866, Gardner publicó una obra en dos volúmenes, Gardner's Photographic Sketch Book of the Civil War («Cuaderno Fotográfico de Gardner de la Guerra Civil»). Cada volumen contenía 50 impresiones originales montadas a mano. No todas las fotos eran de Gardner, quien aparecía acreditado como el productor de los negativos y el impresor de las impresiones de los positivos. Como patrón, Gardner era el propietario de la obra producida, como ocurre en cualquier estudio moderno. El cuaderno contenía obras de Timothy H. O'Sullivan, James F. Gibson, John Reekie, William Pywell, James Gardner (su hermano), John Wood, George N. Barnard, David Knox y David Woodbury, entre otros. Entre sus fotografías de Abraham Lincoln está la última que se le tomó al Presidente, cuatro días antes de su asesinato. Documentó también el funeral de Lincoln, y fotografió a los conspiradores que participaron en el crimen (con John Wilkes Booth). Gardner fue el único fotógrafo al que se le permitió hacer fotografía el día de la ejecución por medio de horca, fotografías que más tarde serían pasadas a estampas para su publicación en el periódico Harper's Weekly.

## Posguerra
Tras la guerra, Gardner fue comisionado para fotografiar a los representantes de los Pueblos nativos de los Estados Unidos que había ido a Washington a discutir unos tratados; e inspeccionó la ruta propuesta de la Kansas Pacific Railway al Océano Pacífico. Muchas de sus fotos fueron esterografías. Desde 1871, Gardner abandonó la fotografía y ayudó a fundar una compañía de seguros. Gardner se estableció en Washington hasta su muerte. Cuando se le preguntaba por su obra, decía que ella hablaba por sí misma y que, como recuerdos de la lucha tremenda por la que había pasado el país, pensaba que podría tener un interés perdurable.

## Controversia

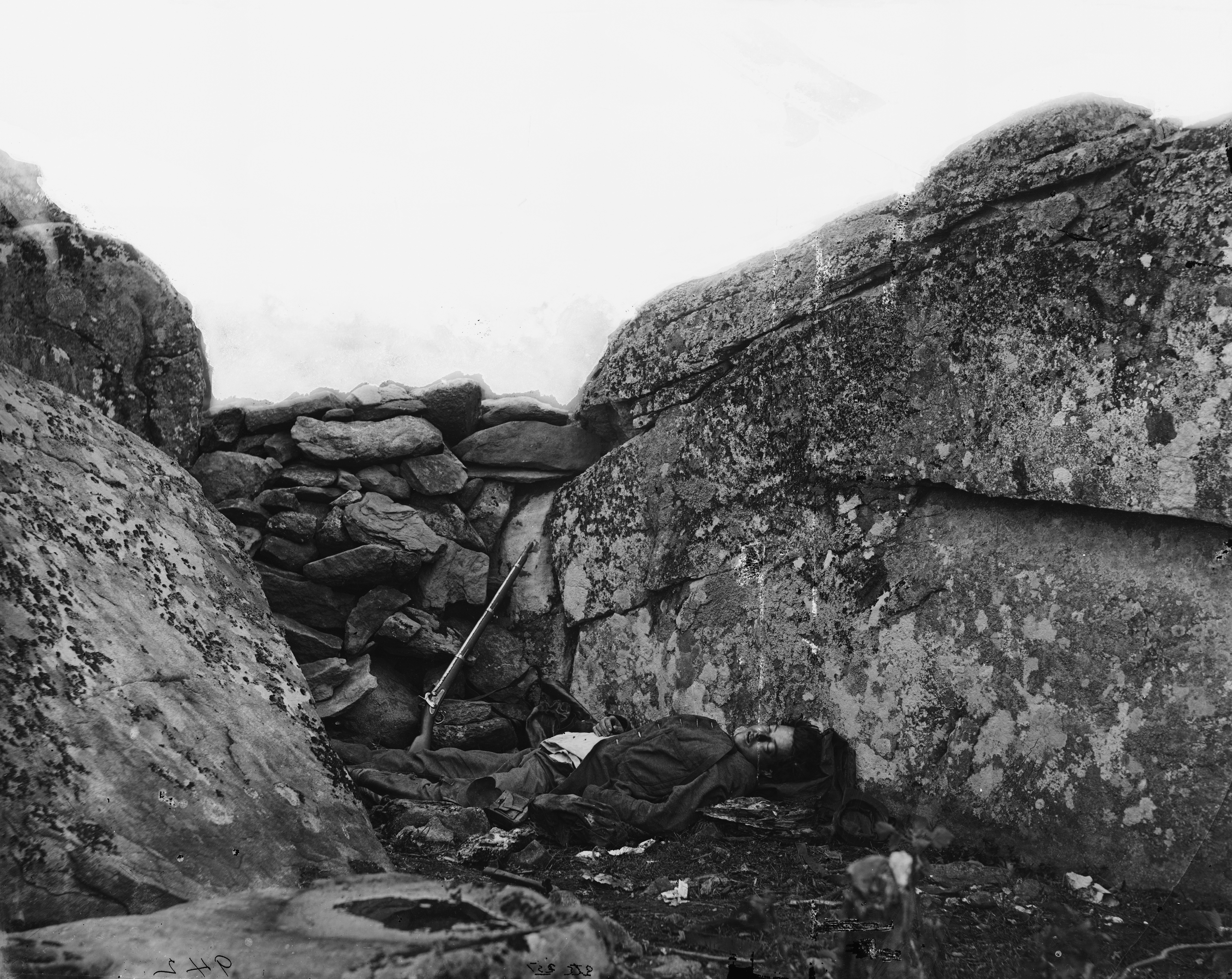
The home of a Rebel Sharpshooter, Gettysburg (1863)

Un siglo después, los análisis fotográficos sugieren que Gardner pudo haber manipulado la escena de al menos una de sus fotos de la Guerra Civil, moviendo el cuerpo de un soldado y situándolo en una postura más dramática que la real. En 1961, Frederic Ray de la revista Civil War Times comparó varias fotos de Gardner tomadas en Gettysburg que muestran a «dos» francotiradores confederados y se dio cuenta de que el mismo cuerpo había sido fotografiado en dos lugares distintos. De una de sus imágenes más famosas, Home of a Rebel Sharpshooter, se ha sugerido que también puede tratarse de una fabricación. Esta idea, apuntada por primera vez por William Frassanito en 1975, se basa en una suposición parecida - Gardner y sus asistentes Timothy O'Sullivan y James Gibson habrían arrastrado el cuerpo del francotirador 40 yardas hasta situarlo en el entorno más fotogénico del Devil's Den para crear una mejor composición. Aunque el análisis de Ray confirmaba que el mismo cuerpo había sido usado en dos fotografías, Frassanito amplió este análisis en su libro de 1975 "Gettysburg: A Journey in Time", y reconoció que la manipulación de los entornos fotográficos en los primeros años de la historia de la fotografía no era algo que se desaprobase. En 1998, sin embargo, el artista James C. Groves realizó otro análisis que contradice el de Frassanito.

## Galería

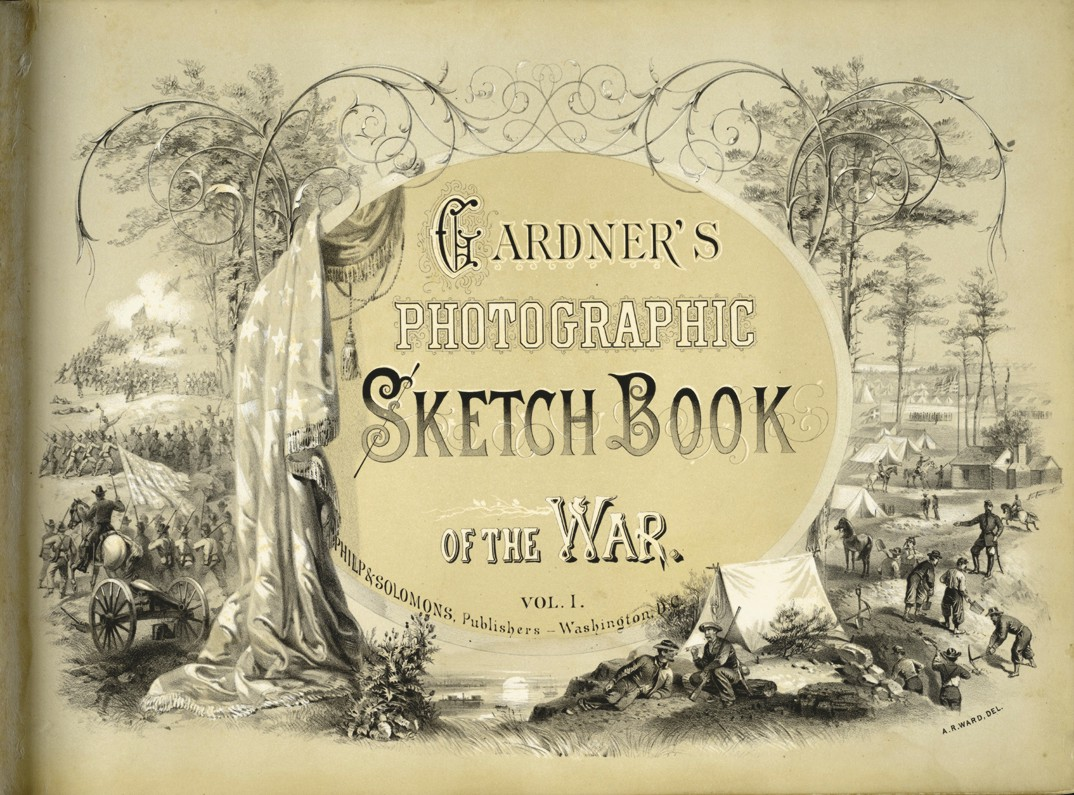
Portada del Sketchbook de Gardner sobre la guerra
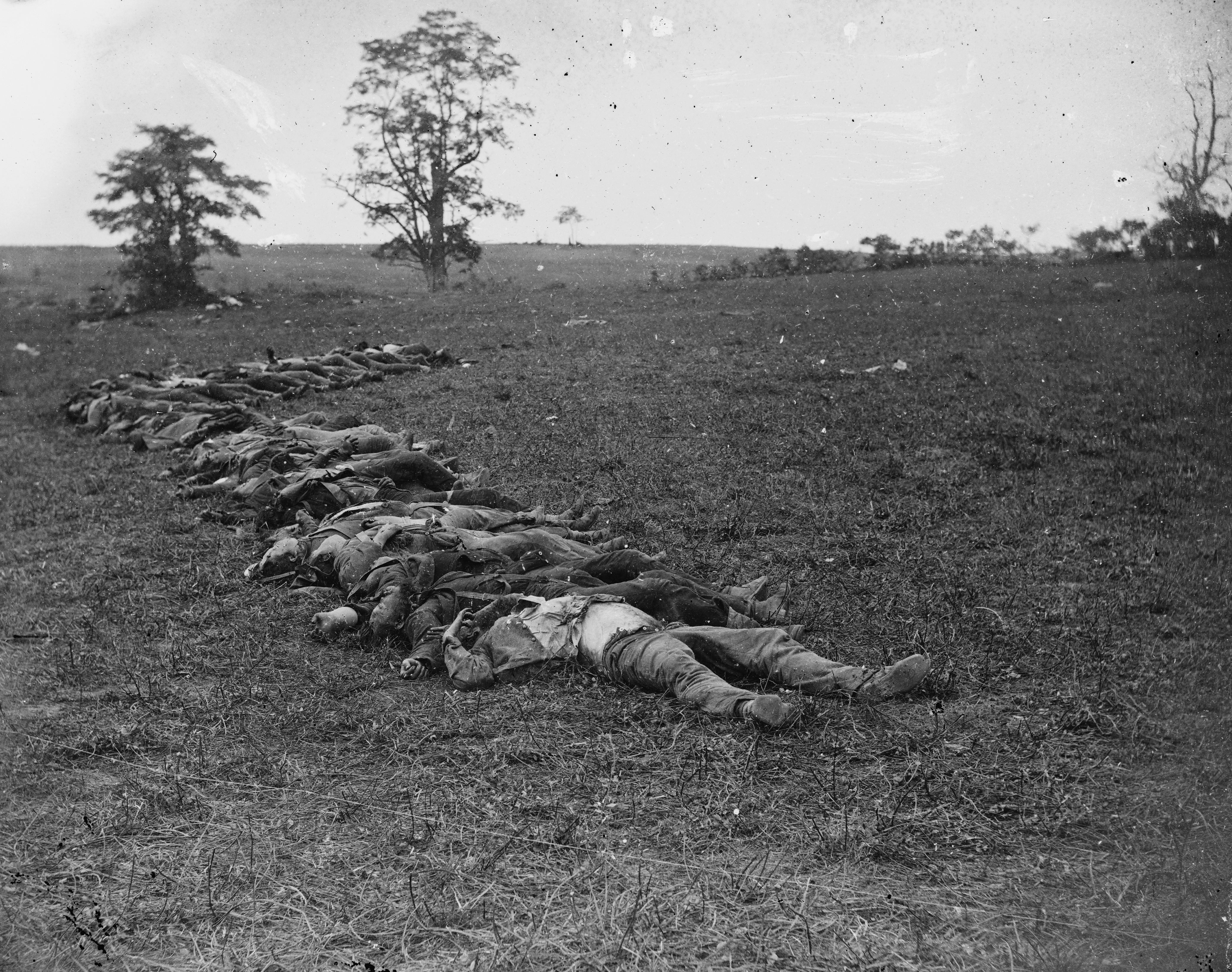
Soldados confederados muertos en Antietam en 1862
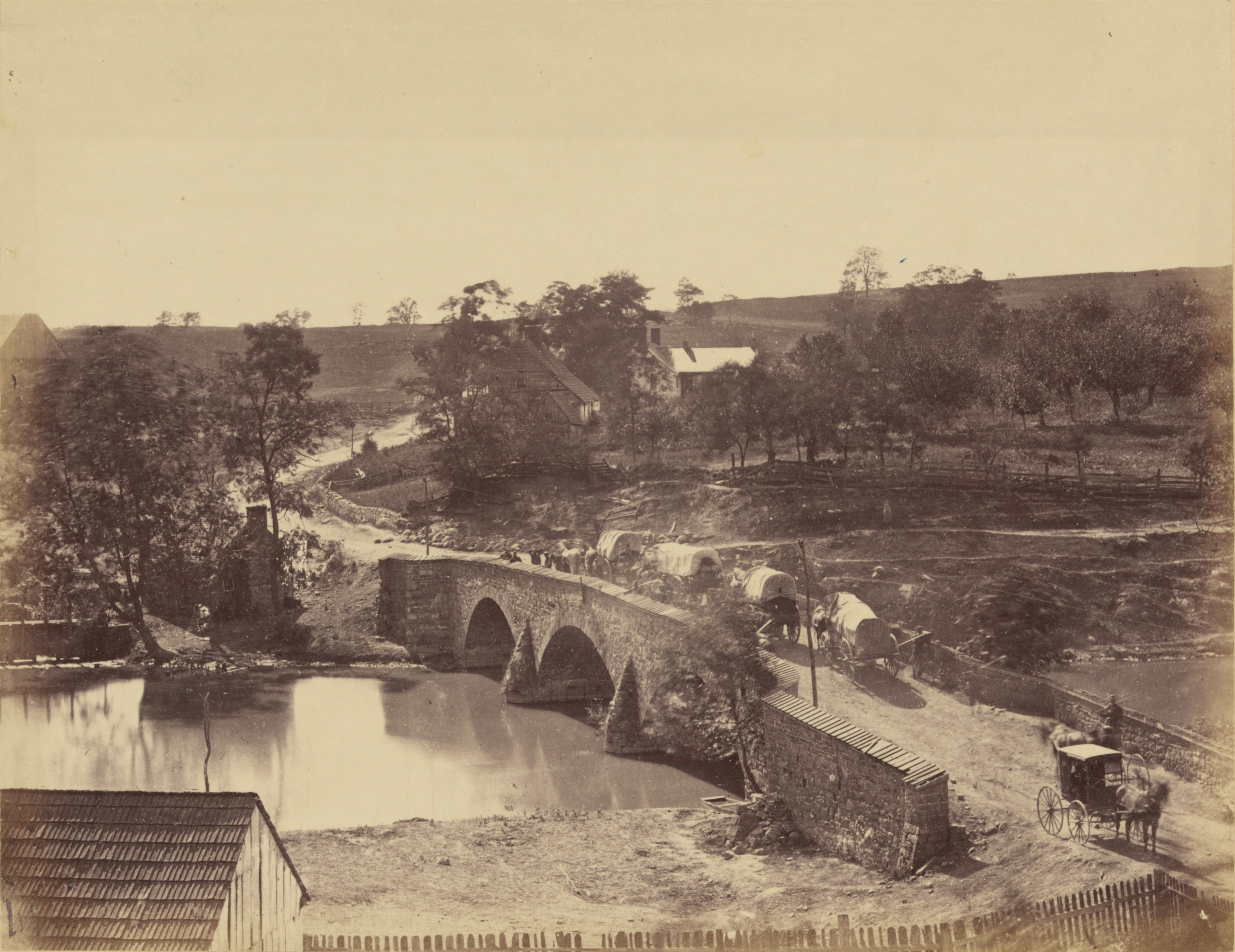
Puente sobre el Antietam Creek; foto de septiembre de 1862.
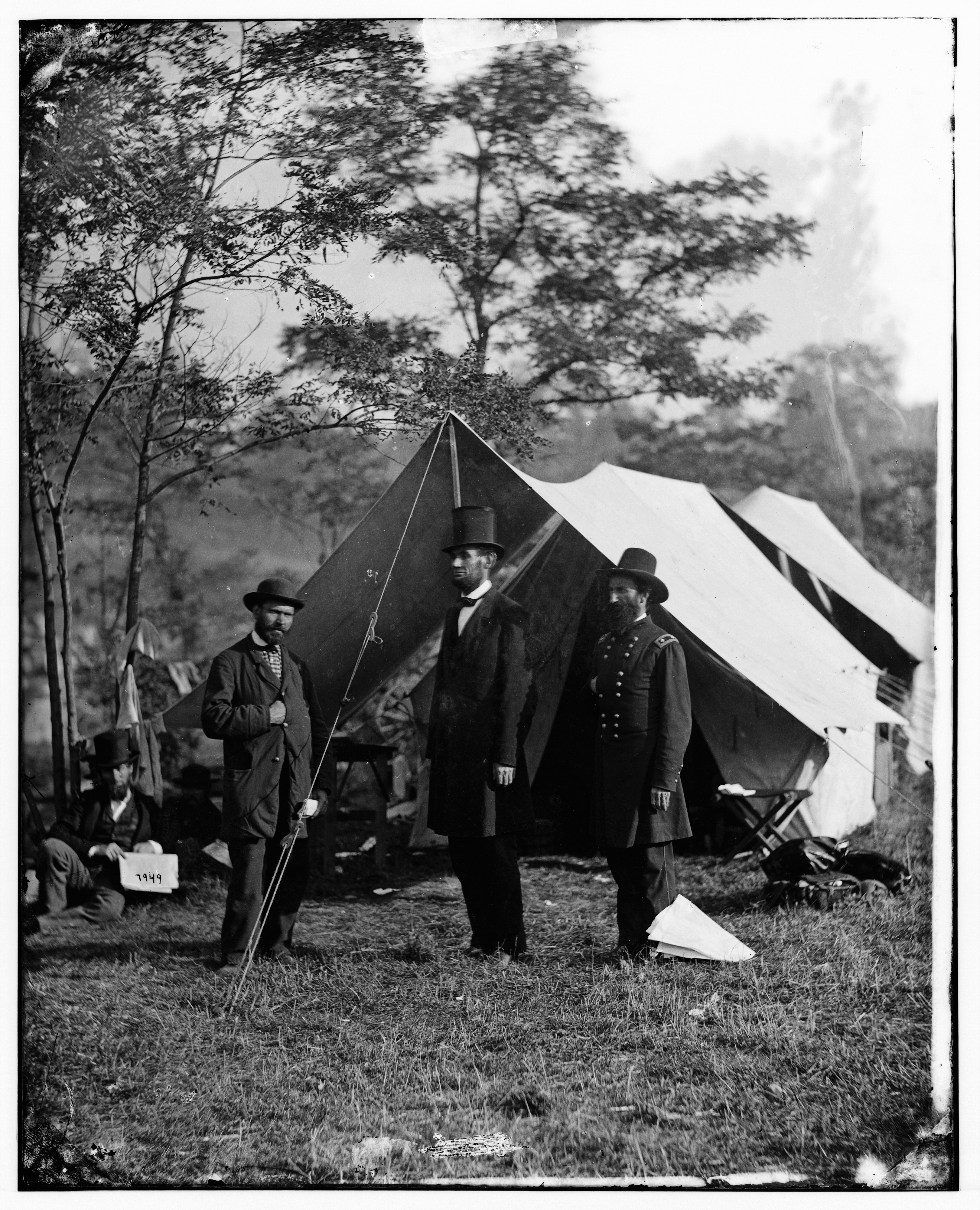
Abraham Lincoln, Allan Pinkerton y John Alexander McClernand visitando el campo de batalla de Antietam en 1862.
El "Gettysburg Portrait", retrato de Abraham Lincoln tomado el 8 de noviembre de 1863, dos semanas antes de su discurso de Gettysburg.
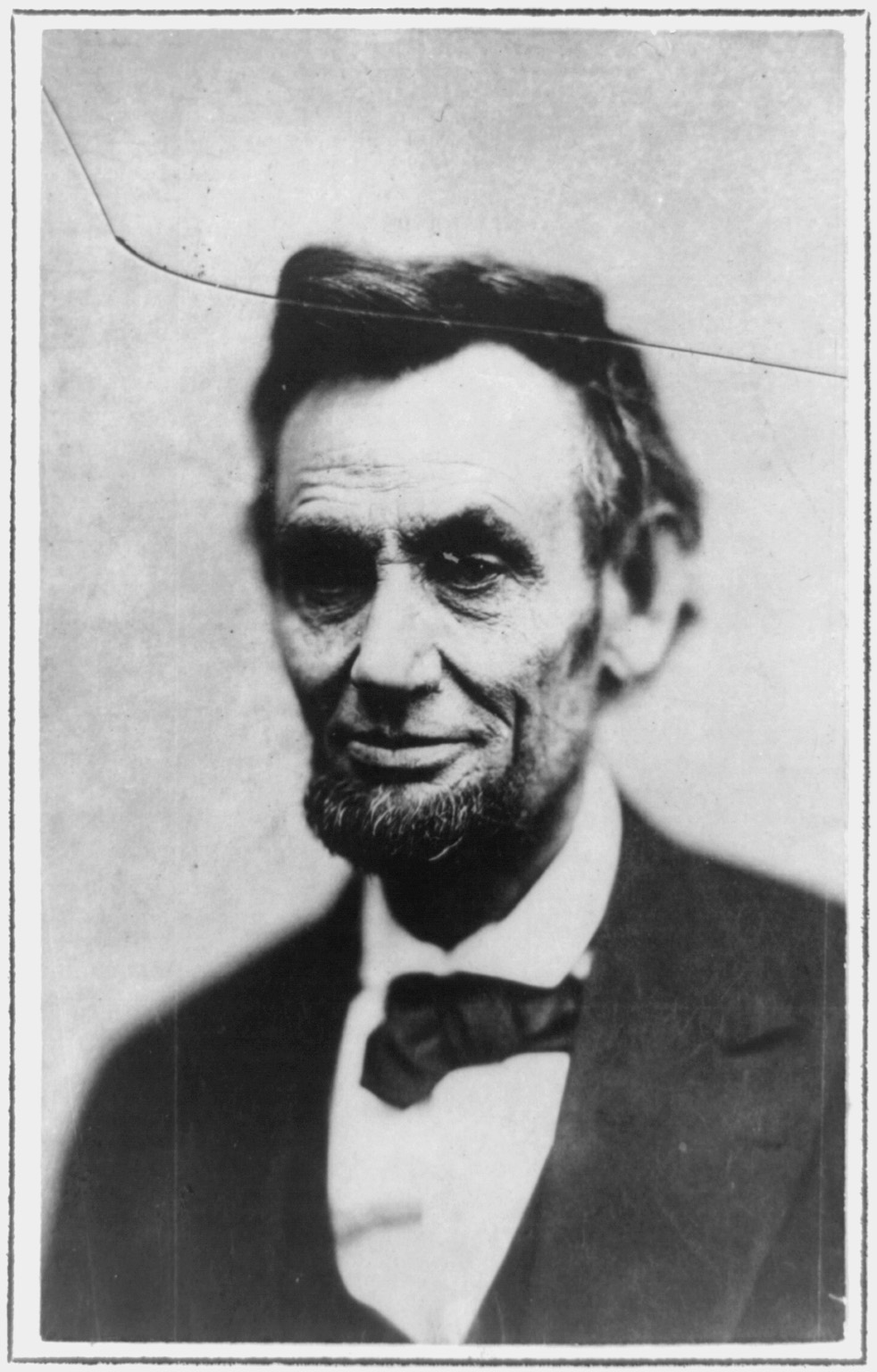
Retrato de Abraham Lincoln considerado como la última fotografía tomada del presidente antes de su muerte. Fue hecha en el estudio de Gardner el 10 de abril de 1865
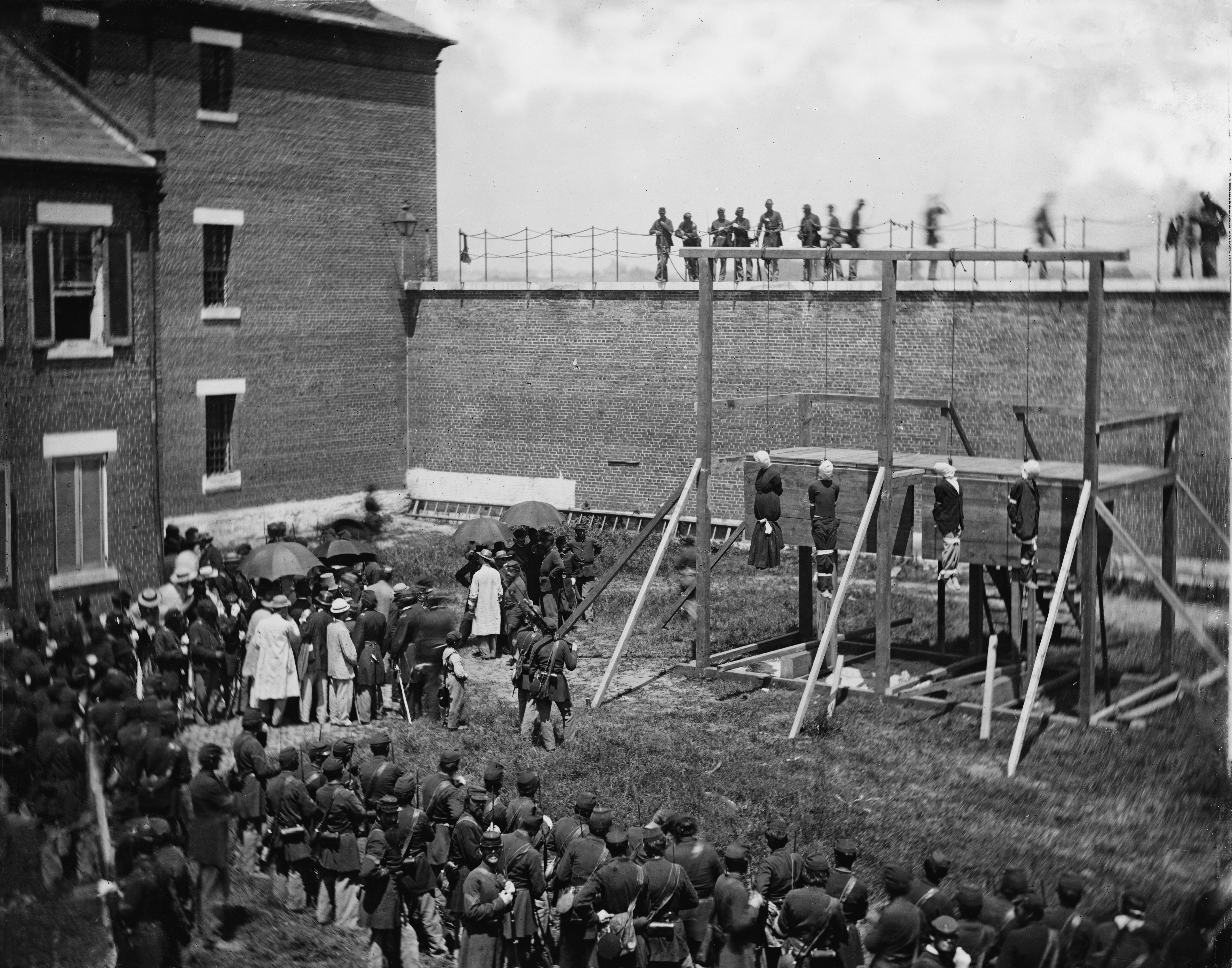
Los cuerpos ahorcados de Mary Surratt, Lewis Powell, David Herold y George Atzerodt, condenados por su conspiración para el asesinato de Abraham Lincoln; 7 de julio de 1865
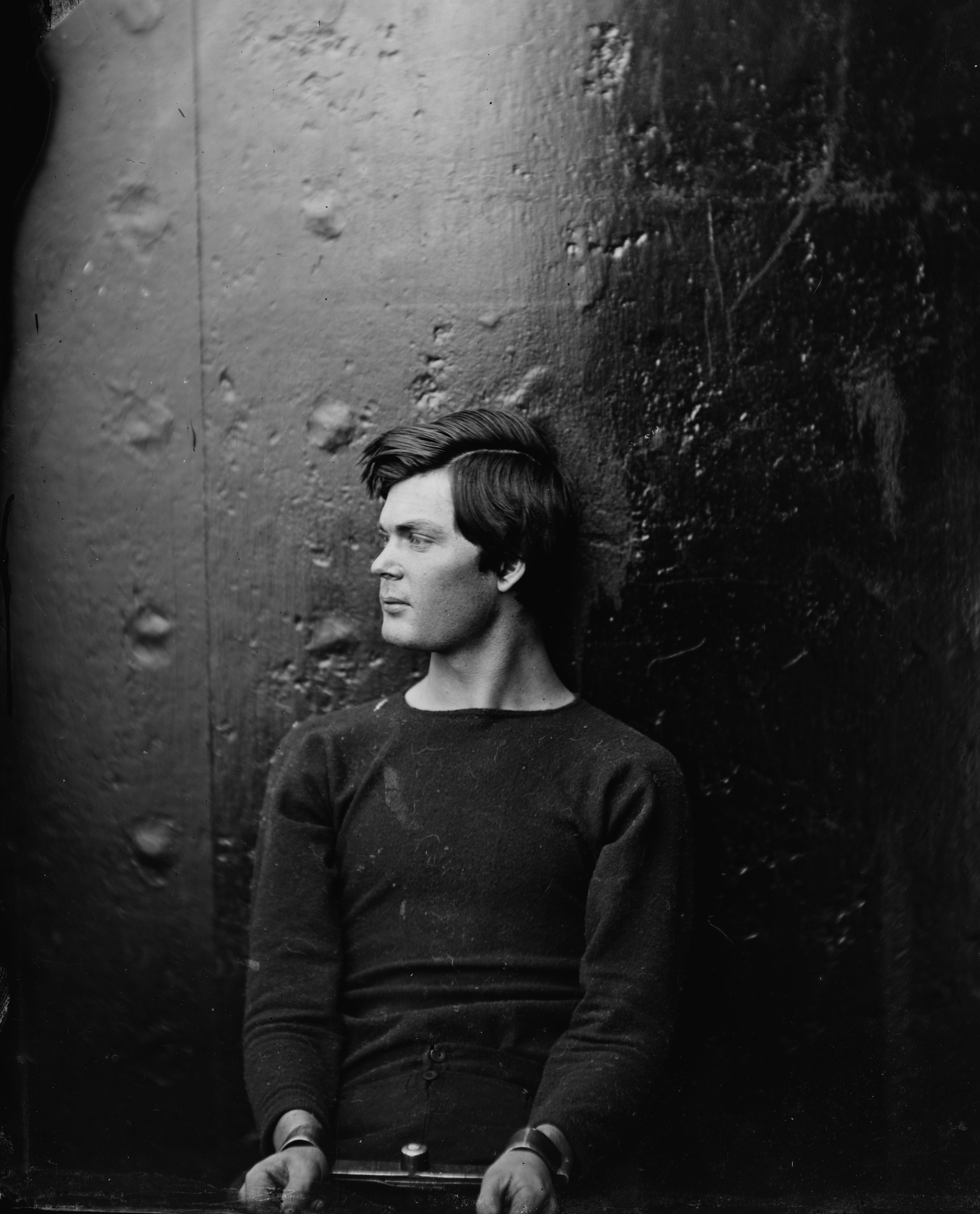
Foto de Lewis Powell, tras su detención acusado de haber conspirado para el asesinato de Lincoln; 1865.
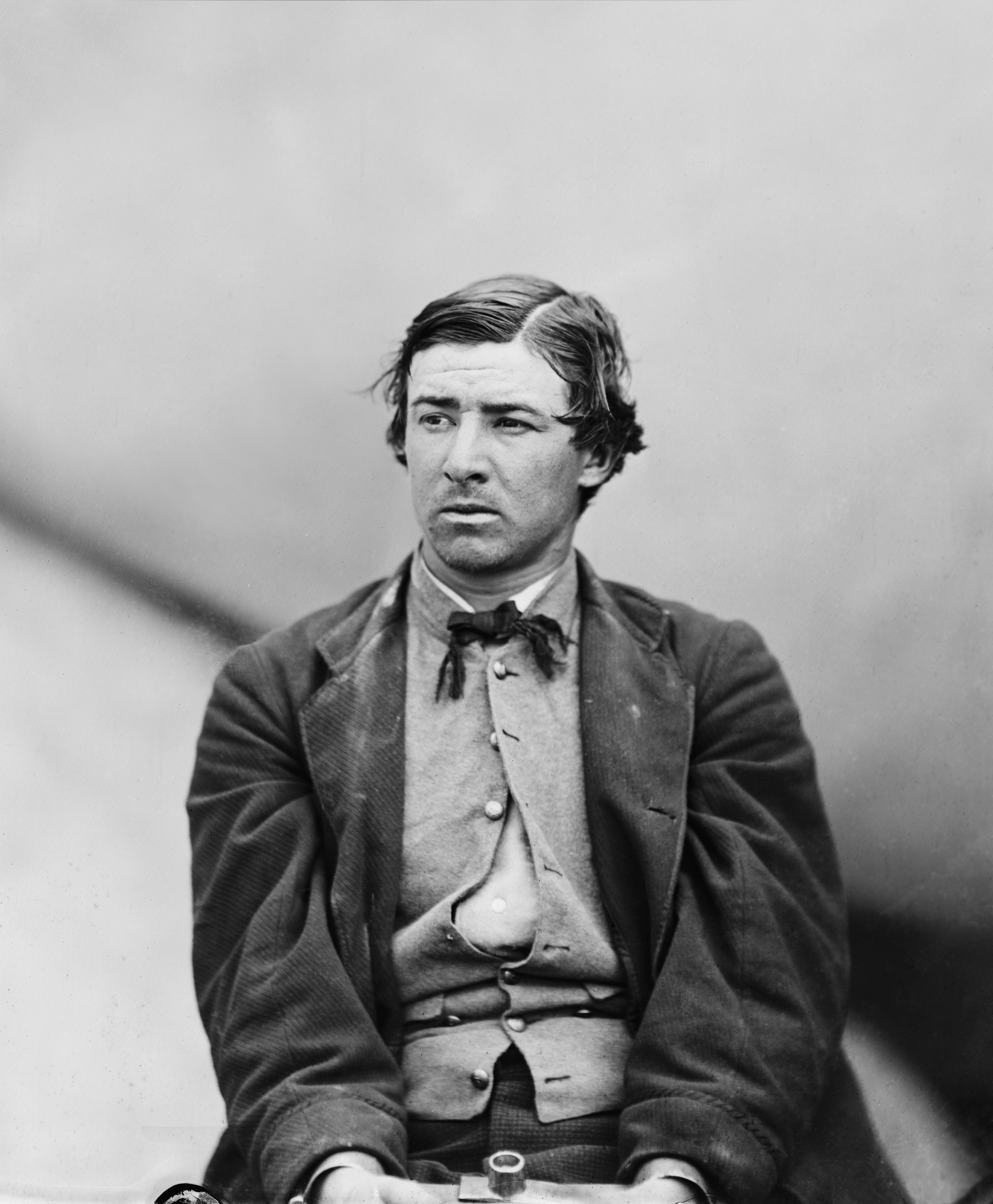
David Herold, acusado de conspiración para asesinato, tras su arresto; 1865.